# Медведев, Александр Семёнович (эсер)
Александр Семёнович Медведев (1880—1928) — российский политический деятель, эсер, председатель Приморской областной земской управы в 1917—1921 годах. 

## Биография
Александр Семёнович Медведев имел происхождение из казаков Области войска Донского. Образование получал сначала в Астраханской духовной семинарии, а затем в Иркутской духовной семинарии, которую и окончил. В 1901—1905 годах служил учителем в Удском округе и Амурской области. С 1905 года участвовал в революционном движении, а в 1907 году вступил в партию социалистов-революционеров. В 1911—1917 годах заведовал училищем на станции Никольск-Уссурийский. В 1917 году по списку эсеров избран городским головой Никольск-Уссурийска, членом Комитета общественной безопасности. С декабря 1917 года — председатель Приморской областной земской управы. Фактически, с августа 1918 года устранил Временное Сибирское правительство (Дербера) с политической арены, хоть и действовал в союзе с ним против Хорвата. Признавал единственной легальной русской военной силой белые владивостокские войска под контролем назначенного им и Дербером полковника Толстова. Ожидавшееся вступление в командование войсками Владивостока 23 августа 1918 года Плешкова встретил враждебно, начав кампанию против него, обвиняя в бонапартизме. Приказал милиции Владивостока срывать листовки Хорвата и арестовывать его эмиссаров в ходе «Агитационной или Пропагандистской войны» правительств Дербера — Лаврова и Хорвата. 31 января 1920 года после утраты Колчаком власти в Сибири и Приморье Приморская областная земская управа во главе с Медведевым заявила о временном принятии на себя всей полноты власти в Приморской области. В 1920 году Медведев возглавил Приморское правительство в должности председателя. В ноябре 1920 года Приморская область вошла в состав Дальневосточной республики (ДВР). Во время белогвардейского переворота в Приморье в мае 1921 года Медведев был арестован, затем вывезен японцами в Харбин, оттуда в Читу. С конца июля 1920 года по октябрь 1922 года работал в Правительственном комитете помощи для голодающих советской России. В 1921 года прошел в Учредительное собрание ДВР. В октябре 1922 года был арестован Госполитуправлением ДВР по политическому процессу против Дальневосточной партийной организации социалистов-революционеров («дело 24-х»). Приговорен к заключению в Архангельский концлагерь на три года. В 1925 году, при пересмотре дела тройкой особого совещания при коллегии ОГПУ, выслан в Среднюю Азию на три года, где и погиб в 1928 г.